# Helmut Kohl
Helmut Josef Michael Kohl (3. dubna 1930 Ludwigshafen – 16. června 2017 Ludwigshafen) byl německý konzervativní politik, státník, dlouholetý předseda Křesťanskodemokratické unie (CDU). V letech 1969–1976 byl předsedou zemské vlády spolkové země Porýní-Falc. Od 1. října 1982 do 3. října 1990 byl kancléřem Západního Německa. Od 3. října 1990 do 27. října 1998 byl kancléřem sjednoceného Německa. Zasloužil se o rozvoj Spolkové republiky Německo a rozhodujícím způsobem o znovusjednocení Německa. Ve své vlasti je nazýván „kancléřem německého sjednocení“ (Kanzler der deutschen Einheit).
Za své zásluhy o posílení evropské integrace mj. v souvislosti s uzavřením Maastrichtské smlouvy byl Kohl 11. prosince 1998 radou evropských prezidentů a předsedů vlád jmenován druhým čestným občanem Evropské unie v historii po Francouzi Jeanu Monnetovi.

## Život

### Mládí a studium
Kohl se narodil jako třetí dítě v konzervativní katolické rodině úředníka. Jeho starší bratr padl jako velmi mladý voják v posledních týdnech druhé světové války. Helmut Kohl byl ve svých 15 letech také odveden do pomocných jednotek, avšak do boje již nasazen nebyl. Roku 1946 vstoupil do právě založené CDU a po maturitě roku 1950 studoval práva ve Frankfurtu nad Mohanem a od roku 1953 historii a politologii na univerzitě v Heidelbergu. Působil v mládežnické organizaci CDU Junge Union. V roce 1958 se stal asistentem na Institutu Alfreda Webera na Univerzitě Johanna Wolfganga von Goethe ve Frankfurtu nad Mohanem. Roku 1958 zde také obhájil disertační práci o politickém vývoji Falcka po roce 1945 a začal pracovat v jedné slévárně v Ludwigshafenu. V roce 1959 se stal referentem u Svazu chemického průmyslu ve Frankfurtu nad Mohanem.

### Osobní život

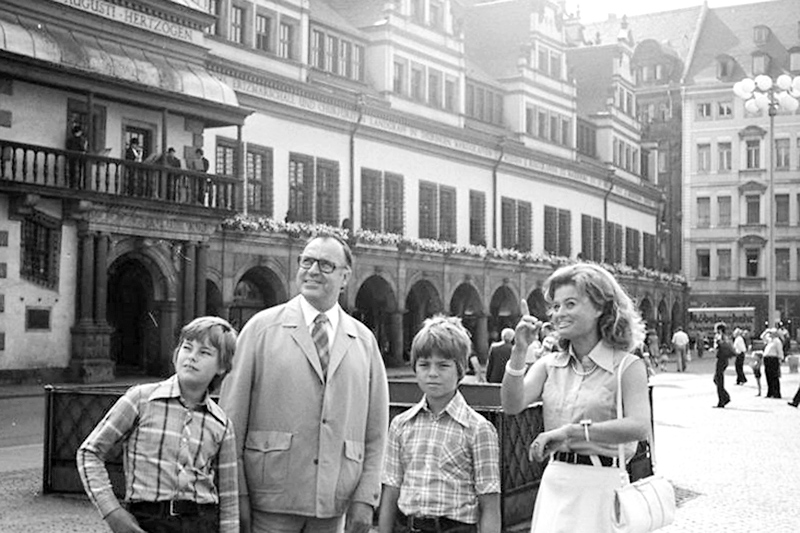
Helmut Kohl s rodinou v Lipsku (1975)

Helmut Kohl byl dvakrát ženatý. V roce 1960 se poprvé oženil, a sice s cizojazyčnou korespondentkou Hannelore roz. Renner, se kterou se znal od roku 1949. Kohl po dlouhá léta demonstroval poklidný rodinný život. V 70. letech jezdili manželé s oběma syny každoročně na dovolenou do letoviska Sankt Gilgen na břehu jezera Wolfgangsee v rakouské spolkové zemi Salcbursko a bydleli vždy ve stejném domě.
Z manželství s Hannelore měl Kohl dva syny, Waltera (* 1965) a Petera (* 1968). Walter Kohl je ženatý, má dvě děti a s rodinou žije v USA. Peter Kohl má od roku 2000 za manželku Elif roz. Sözen, pocházející z průmyslnické rodiny v tureckém Istanbulu, a žije se svou ženou a dvěma dětmi v Londýně.
Kohlova první manželka spáchala v roce 2001 kvůli těžké nemoci (mj. silná alergie vůči dennímu světlu) sebevraždu. Po smrti své ženy se Kohl se svými syny nepohodl. Synové se dozvěděli o matčině odchodu ze života od Kohlovy důvěrnice a dlouholeté vedoucí jeho kanceláří Juliane Weberové.
V únoru 2008 Kohl utrpěl po pádu traumatické poranění mozku. Od té doby mohl již jen ztěžka mluvit a pohyboval se pouze na vozíčku.
Druhou manželkou Helmuta Kohla se stala o 34 let mladší Dr. Maike roz. Richter (promovaná ekonomka), která byla od roku 1994 jeho spolupracovnicí v kancléřském úřadu v Bonnu. Již od roku 2005 žili Kohl a Maike Richter spolu v Ludwigshafenu. Jejich svatba se konala krátce po Kohlově úrazu 8. května 2008 v rehabilitační klinice v Heidelbergu, kde se Kohl léčil. Svědky byli mediální podnikatel Leo Kirch a tehdejší šéfredaktor bulvárních novin Bild Kai Diekmann. Kohlovi synové Walter a Peter nebyli na druhou svatbu svého otce pozváni.
Helmut Kohl zemřel ve věku 87 let dne 16. června 2017 ve svém domě v Ludwigshafenu-Oggersheimu.

## Politické působení

### Vzestup v politickém dění
Roku 1960 byl Kohl zvolen do městské rady v Ludwigshafenu a roku 1963 jako poslanec do sněmu spolkové země Porýní-Falc. Jako předseda zemské CDU byl pak roku 1969 zvolen premiérem zemské vlády a místopředsedou spolkové CDU. V letech 1973-1998 byl předsedou spolkové CDU. Ve spolkových volbách 1976 získalo společenství CDU/CSU 48,6 % hlasů, vládu však sestavila koalice SPD a FDP, vedená Helmutem Schmidtem. Kohl odstoupil z funkce zemského premiéra a stal se vůdcem opozice ve Spolkovém sněmu.
Ve volbách 1980 byl kandidátem na kancléře předseda bavorské vlády a CSU Franz Josef Strauß, který však nebyl úspěšný. V polovině legislativního období, v roce 1982, došlo k roztržce mezi SPD a FDP. Spolkový sněm vyslovil vládě vedené Helmutem Schmidtem nedůvěru a koalice CDU/CSU a FDP zvolila novým kancléřem Helmuta Kohla. Proti změně kurzu FDP však mnozí politikové z jejích řad protestovali. Proto Kohl parlamentním manévrem dosáhl rozpuštění sněmu a v nových volbách v březnu 1983 jím vedená koalice CDU/CSU a FDP zvítězila.

### Spolkový kancléř západního Německa

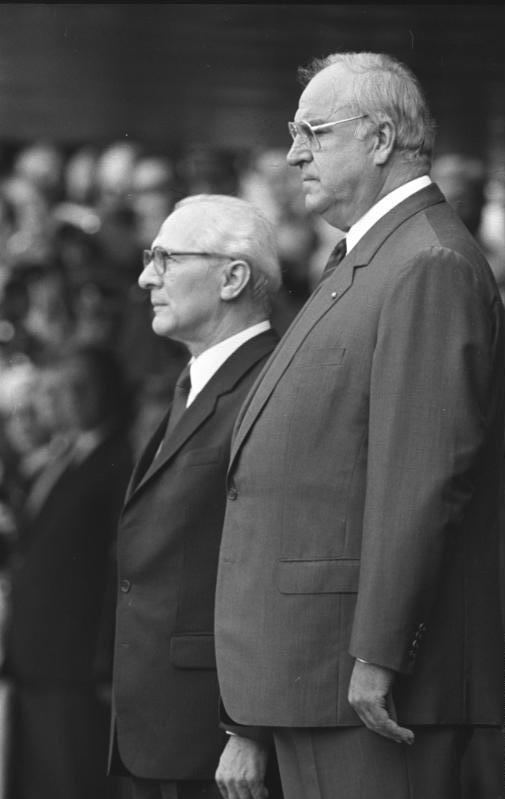
Helmut Kohl a Erich Honecker v Bonnu, 1987

Jako kancléř pokračoval Kohl v mnoha směrech v politice Helmuta Schmidta, prosadil například definitivně umístění amerických raket středního doletu v Německu.
V roce 1984 navštívil Izrael a jako první německý kancléř promluvil v knesetu.
V září 1984 se setkal s francouzským prezidentem Mitterrandem ve Verdunu. Toto setkání, při kterém se oba státníci drželi za ruce při uctění obětí největší bitvy první světové války z řad vojáků obou národů, se stalo významným symbolem německo-francouzského smíření. Jejich úzká spolupráce pak pokračovala při přípravě přeměny Evropské hospodářské společenství v Evropskou unii. Při oslavách 40. výročí porážky nacistického Německa pozval Kohl amerického prezidenta Ronalda Reagana, aby společně navštívili koncentrační tábor Bergen-Belsen a vojenský hřbitov v Bitburgu.
Po volbách 1987, které Kohlova koalice vyhrála proti SPD, vedené Johannesem Rauem, pozval Kohl východoněmeckého předsedu státní rady Ericha Honeckera, aby navštívil Západní Německo. Kohl pokračoval v tzv. východní politice, kterou začali jeho sociálnědemokratičtí předchůdci a kterou svého času ostře kritizoval. Zároveň neztrácel ze zřetele dlouhodobý cíl, tedy znovusjednocení Německa, o které usilovali západoněmečtí politici již od doby Konrada Adenauera.
V květnu 1988 podnikl Kohl jako první západoněmecký kancléř třídenní soukromou cestu do NDR. Utajeně a zcela bez vlastního ochranného doprovodu navštívil se svou ženou a oběma syny několik východoněmeckých měst. Později označil tuto cestu jako jeden z nejpohnutějších zážitků svého života.

### Znovusjednocení Německa

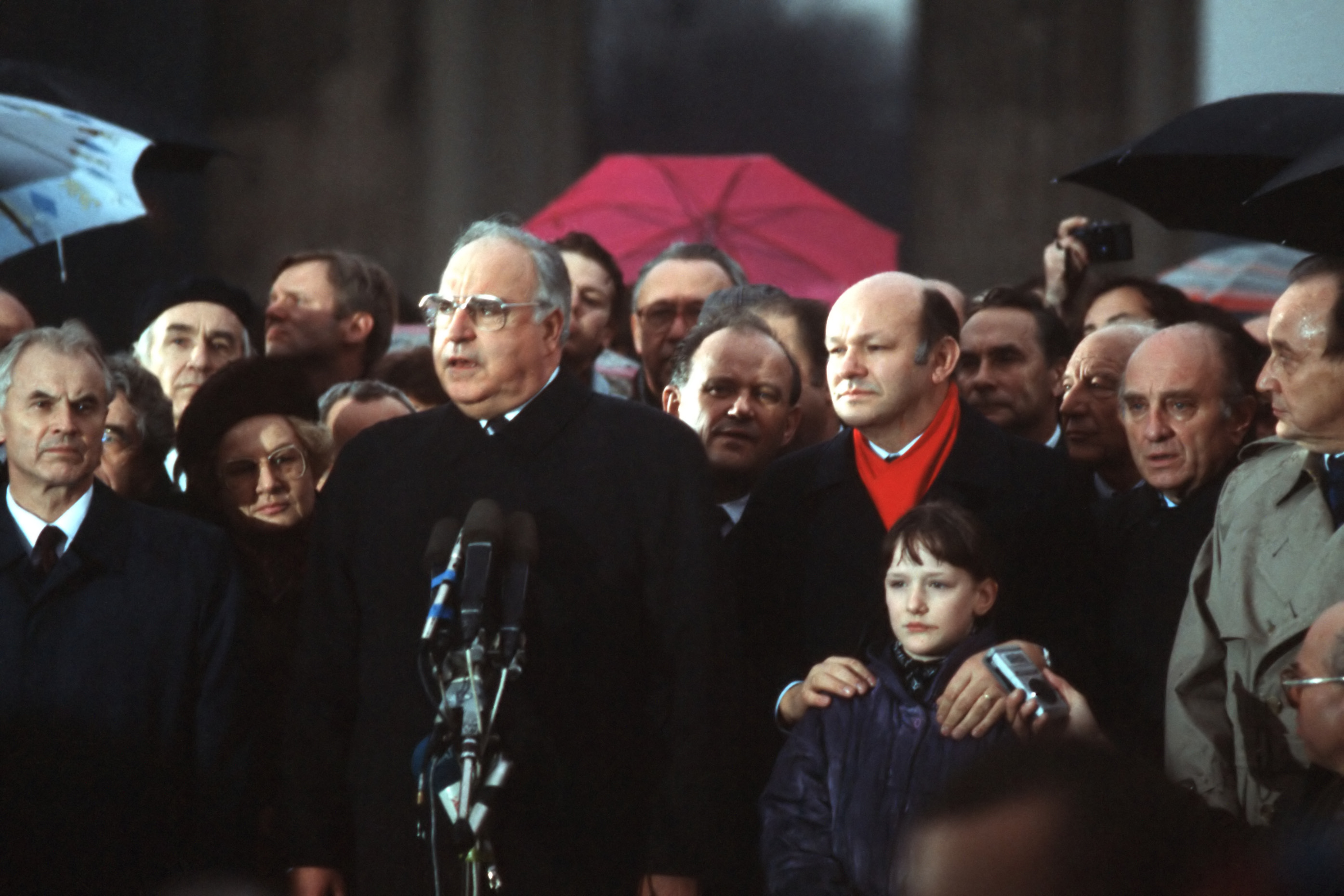
Helmut Kohl při oficiálním otevírání Braniborské brány v Berlíně 22. prosince 1989

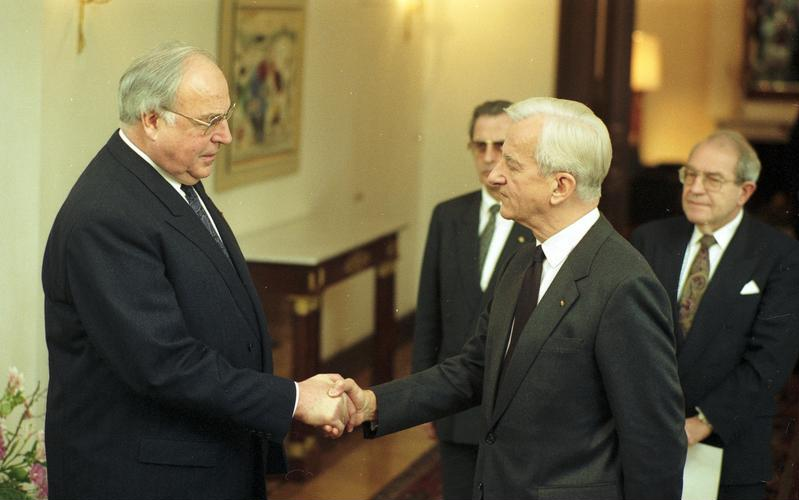
Spolkový prezident Richard von Weizsäcker jmenuje Helmuta Kohla potřetí kancléřem (18. ledna 1991)

V roce 1989 se politická a hospodářská situace v NDR značně přiostřila. Začaly masové demonstrace proti režimu, mj. v Lipsku. Občané NDR utíkali do západního Německa hlavně přes Maďarsko. Obsadili také západoněmecké velvyslanectví v Praze, budovu a zahradu Lobkovického paláce na Malé Straně, odkud byli přes území ČSSR zvláštními vlaky evakuováni na západ Německa. Všem uprchlíkům bylo zde velmi rychle uděleno občanství a dostalo se jim velkorysé finanční a jiné podpory.
Pád Berlínské zdi dne 9. listopadu 1989 zastihl Kohla ve Varšavě, kde vyjednával s prvním svobodně zvoleným poválečným polským premiérem Tadeuszem Mazowieckim. Do Západního Berlína proto přiletěl až o den později. Již 28. listopadu 1989 představil Kohl bez konzultace se západními spojenci předběžný desetibodový plán na „překonání rozdělení Německa“. V únoru 1990 navštívil v Moskvě sovětského lídra Michaila Gorbačova. V květnu 1990 podepsali Kohl a předseda vlády NDR Lothar de Maizière smlouvu o hospodářském spojení obou německých států včetně výměny východních marek za západní marky (DM) v poměru 1:1. To byl ekonomicky problematický krok, který v konečném důsledku poškodil východoněmecký průmysl. V červenci 1990 jednal Kohl opět s Gorbačovem, a to uprostřed přírody na Kavkaze, kde jej přemluvil, aby souhlasil se sjednocením Německa. Kohl a západoněmecký ministr zahraničí Hans-Dietrich Genscher také současně získali souhlas ostatních rozhodujících velmocí se znovusjednocením Německa, které bylo potvrzeno smlouvou mezi čtyřmi vítěznými mocnostmi druhé světové války (USA, Spojené království, Francie a SSSR) a oběma dosavadními německými státy (tzv. „smlouva dva plus čtyři“).
Dne 3. října 1990 byla NDR zrušena resp. formálně přistoupila k SRN; Německo bylo státoprávně a politicky sjednoceno. Poté se Spolková republika Německo vzdala všech nároků na bývalá německá území před rokem 1938 a potvrdila hranice s Polskem a Československem, což vyvolalo odpor vystěhovalců. V celoněmeckých volbách roku 1990 Kohl s převahou zvítězil, kdežto v roce 1994 už bylo jeho vítězství velmi těsné. Podařilo se mu prosadit Frankfurt nad Mohanem jako sídlo Evropské centrální banky a rozhodnutí, že hlavním městem Německa bude natrvalo Berlín.

### Česko-německá deklarace
V pozdějším období Kohlova kancléřství byla mezi Českou republikou a Německem dojednána Česko-německá deklarace o vzájemných vztazích a jejich budoucím rozvoji. Byla podepsána 21. ledna 1997. Za Českou republiku deklaraci podepsali předseda vlády Václav Klaus a ministr zahraničních věcí Josef Zieleniec, za Německo spolkový kancléř Kohl a spolkový ministr zahraničí Klaus Kinkel. Cílem deklarace bylo zlepšit vztahy mezi oběma zeměmi a zmírnit napětí mající příčiny ještě ve druhé světové válce. Krátce po Kohlově smrti ocenil Klaus, že jeho německý protějšek dokázal pochopit situaci České republiky, státu, který měl po staletí s Německem složité vztahy, a proto spolu s českou stranou připravil a podepsal Česko-německou deklaraci, která si kladla za cíl nechat minulost minulostí a soustředit se na budoucnost.

### Prohrané volby 1998
Velké náklady na obnovu infrastruktury a finanční podporu obyvatel bývalé NDR (tzv. nových spolkových zemí, neue Bundesländer), kde přitom po roce 1990 kolabovaly dosavadní struktury v průmyslu, zemědělství a obchodu a vznikla tam velká nezaměstnanost, vedly postupně k nepříliš uspokojivé hospodářské situaci v celém Německu. Nezaměstnanost vzrostla z 2,6 milionu lidí (7,3 % práceschopného obyvatelstva) v roce 1991 na 3,6 milionu (1994) a 4,4 milionu postižených (12,7 %) v roce 1997. To vše bylo
jednou z příčin toho, že Kohl prohrál volby do Spolkového sněmu v roce 1998 proti Gerhardu Schröderovi (SPD). Ztratil tak úřad spolkového kancléře.
Kohl odstoupil také z funkce předsedy CDU, zůstal však poslancem Spolkového sněmu až do roku 2002. Už roku 1999 však vypukl skandál s financováním CDU z nelegálních zdrojů, hlavně v souvislosti s prodejem tanků do Saúdské Arábie a s nelegální privatizací jedné východoněmecké petrolejářské firmy ve prospěch francouzského koncernu Elf Aquitaine. V souvislosti s touto aférou se tehdejší generální sekretářka CDU Angela Merkelová distancovala od Helmuta Kohla. V důsledku aféry se Kohl stáhl z politiky. Roku 2005 vydal první díl svých „Pamětí“ (do roku 1982).

### Po odchodu z funkce

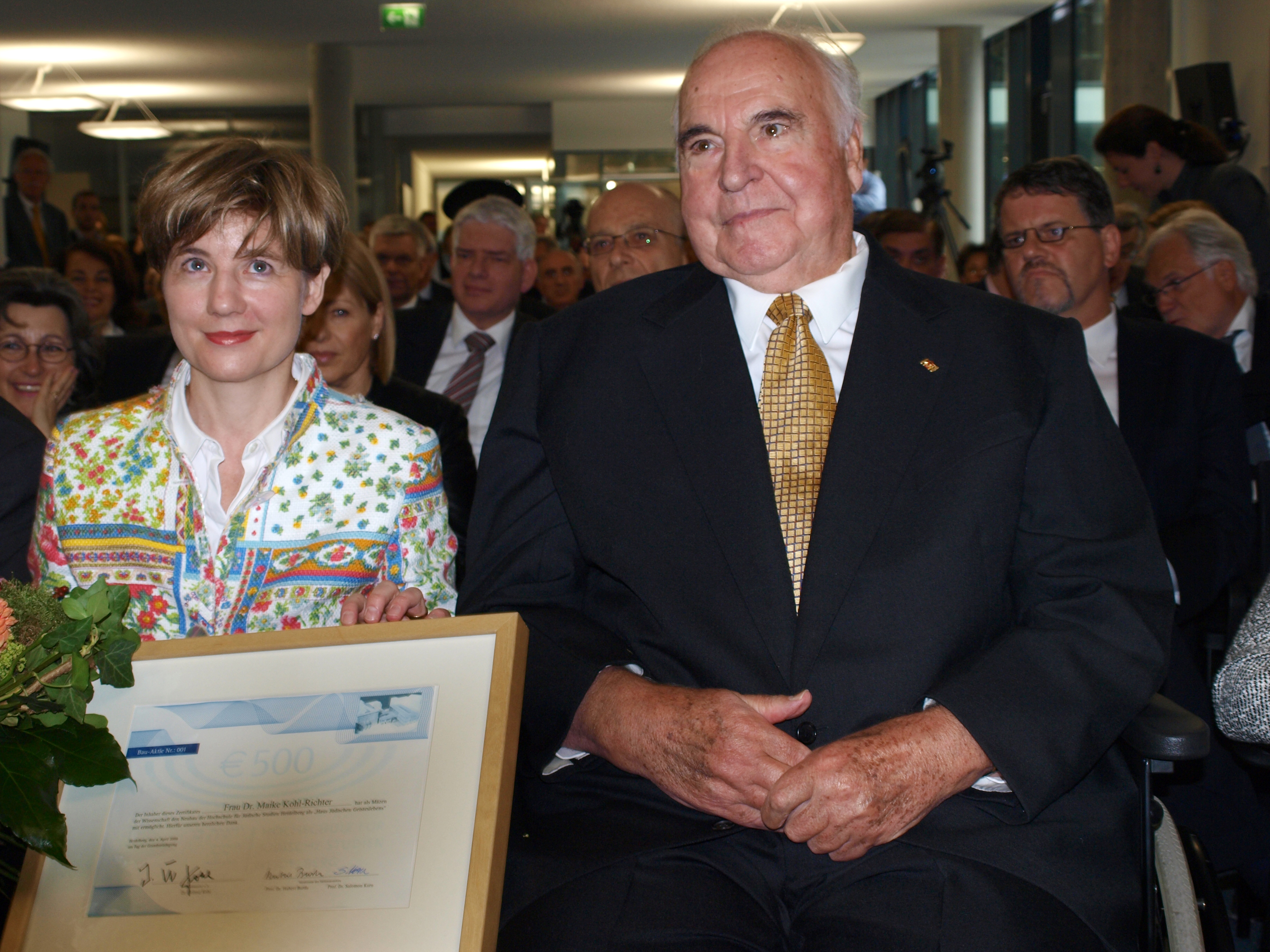
Helmut Kohl a jeho druhá manželka Maike Kohl-Richter, 2009

Se svou někdejší chráněnkyní Angelou Merkelovou se Kohl nerozešel v dobrém. Později označil její politiku za nebezpečnou a podle týdeníku Der Spiegel prohlásil: „Ničí Evropu, kterou jsem vybudoval.“ Kohl kritizoval Merkelovou za nezvládnutí dluhové krize v eurozóně i za její tvrdý postoj vůči Rusku. V reakci na ukrajinskou krizi napsal ve své knize Aus Sorge um Europa (Z obavy o Evropu): „Ve výsledku si musí Západ i Rusko a Ukrajina dát pozor, abychom nepromarnili všechno, čeho jsme už jednou dosáhli.“ Svého nástupce v úřadě německého spolkového kancléře Schrödera kritizoval za přijetí Řecka do eurozóny v roce 2001.
V dubnu 2016 během evropské migrační krize odmítl otevřený přístup německé vlády k přijímání imigrantů (tzv. „vítací kulturu“, Willkommenskultur). V listu Tagesspiegel am Sonntag napsal: „Řešení leží v postižených regionech. Neleží v Evropě. Evropa se nemůže stát novým domovem pro miliony lidí v nouzi z celého světa.“

## Ocenění a vyznamenání
Helmut Kohl byl jedním z nejvýznamnějších německých a evropských státníků konce 20. století. Získal řadu ocenění, čestných doktorátů a vyznamenání v Evropě, v Izraeli a ve Spojených státech.
- velký záslužný kříž Záslužného řádu Spolkové republiky Německo, Německo, 1970
- velký záslužný kříž s hvězdou Záslužného řádu Spolkové republiky Německo, Německo, 1973
- velká čestná dekorace ve stříbře na stuze Čestného odznaku Za zásluhy o Rakouskou republiku, Rakousko, 1973[16]
- velký záslužný kříž s hvězdou a šerpou Záslužného řádu Spolkové republiky Německo, Německo, 1975
- velkokříž Řádu zásluh o Italskou republiku, Itálie, 3. června 1977[17]
- velkokříž Řádu Kristova, Portugalsko, 14. května 1984[18]
- velká čestná dekorace ve zlatě na stuze Čestného odznaku Za zásluhy o Rakouskou republiku, Rakousko, 1989[16]
- velkokříž Záslužného řádu Maďarské republiky, Maďarsko, 1992
- Bavorský řád za zásluhy, Bavorsko, 24. ledna 1994[19]
- velkostuha Řádu Ouissam Alaouite, Maroko, 1. června 1996[19]
- velkokříž Řádu prince Jindřicha, Portugalsko, 13. srpna 1998
- Řád bílé orlice, Polsko, 20. října 1998[19]
- velkokříž speciální třídy Záslužného řádu Spolkové republiky Německo, Německo, 26. října 1998[19][20]
- Řád Bílého lva I. třídy, Česká republika, 1999[21][22]
- velkokříž Řádu nizozemského lva, Nizozemsko, 13. ledna 1999[18]
- velkokříž Řádu Leopolda, Belgie, 10. března 1999[19]
- Prezidentská medaile svobody, Spojené státy americké, 20. dubna 1999[23]
- Řád za zásluhy Bádenska-Württemberska, Bádensko-Württembersko, 24. dubna 1999
- Řád za mimořádné zásluhy, Slovinsko, 9. září 2005, za mimořádný přínos k mezinárodnímu uznání Slovinska a za všestrannou podporu při rozvoji a upevňování vztahů mezi Slovinskem a Německem[24]
- Řád kříže země Panny Marie I. třídy, Estonsko, 6. února 2006[25][26]
- čestný rytíř velkokříže Řádu svatého Michala a svatého Jiří, Spojené království, 2008
- Velký řád královny Jeleny, Chorvatsko, 27. května 2010[19]

## Kohlův pohřeb
Po smrti Helmuta Kohla dne 16. června 2017 vznikla v souvislosti s jeho pohřbem jistá kontroverze kolem formy a místa konání smutečních obřadů. Situace byla zkomplikovaná tím, že určité dohadování bylo možno zprvu vypozorovat i mezi oficiálními orgány a Kohlovou vdovou Maike Kohl-Richter. Mezi vdovou a Kohlovými syny však ohledně pohřbu vznikla otevřená roztržka, která se projevila jednak tím, že Walteru Kohlovi a jeho synovi a neteři nebyl dovolen vstup do smutečního domu, a dále definitivní neshodou ohledně místa uložení Kohlových tělesných pozůstatků k poslednímu odpočinku. Kohlovi synové si přáli, aby byl otec pohřben do rodinného hrobu k jejich matce, avšak Maike Kohl-Richter prosadila pohřeb ve Špýru na hřbitově u románské katedrály, kterou katolík Kohl obdivoval.
Předseda Evropské komise Jean-Claude Juncker navrhl, aby bylo oficiální rozloučení s Helmutem Kohlem uspořádáno jako vůbec první státní pohřeb Evropské unie ve Štrasburku. Posléze byl název obřadu změněn na „smuteční akt EU“, který se konal dne 1. července 2017 ve francouzském městě Štrasburku v sídle Evropského parlamentu. Zde promluvilo celkem osm významných osobností. Byli to mj. Jean-Claude Juncker, Angela Merkelová, bývalý americký prezident Bill Clinton, francouzský prezident Emmanuel Macron a předseda vlády Ruské federace Dmitrij Medveděv.
Ze Štrasburku bylo Kohlovo tělo po skončení smutečního aktu dopraveno vrtulníkem do Ludwigshafenu, kde se s ním rozloučilo obyvatelstvo jeho rodného města. Následně byla rakev převezena do Špýru, kde bylo téhož dne za Kohla v katedrále Panny Marie a svatého Štěpána slouženo rekviem, které celebroval špýrský biskup Karl-Heinz Wiesemann společně s kardinálem Reinhardem Marxem. S čestným vojenským doprovodem byla pak rakev dopravena na hřbitov dómské kapituly a uložena do hrobu za přítomnosti vdovy a několika nejbližších přátel zesnulého.
Walter Kohl oznámil před pohřbem, že se žádného oficiálního obřadu ani pohřbu ve Špýru nezúčastní, protože s celým řešením nesouhlasil. Přál si státní smuteční obřad s vojenskými poctami v Berlíně u Braniborské brány a uložení otcových tělesných pozůstatků do rodinného hrobu v Ludwigshafenu-Friesenheimu po boku jeho první manželky Hannelore Kohlové. Walter a Peter Kohl se svými rodinami se obřadů ve Štrasburku a Špýru ani pohřbu na hřbitově u katedrály skutečně nezúčastnili.